# Ляхницкий, Сергей Сергеевич
Серге́й Серге́евич Ляхни́цкий (29 марта 1924, Ростов-на-Дону — 11 ноября 1991, Москва), актёр .

## Биография
В 1943 году поступил актёром хора в Таганрогский театр музыкальной комедии. В 1944—1947 гг. актёр Таганрогского театра драмы им. А. П. Чехова.
В 1947 году поступил в музыкальное училище при Московской консерватории, затем зачислен студентом Московской консерватории на вокальный факультет. В 1951 году после третьего курса вынужден был оставить консерваторию из-за болезни голосовых связок.
В 1951 году принят в труппу Московского драматического театра им. К. С. Станиславского. В этом театре проработал всю жизнь. Сыграл более 50 ролей. На сцене театра он сочетал драматическое и музыкальное дарование. Был дружен с Евгением Урбанским; и тот и другой любили петь, талантливо исполняя как русские, так и советские песни.
В кино С. Ляхницкий дебютировал в 1957 году в роли секретаря райкома Федора Ивановича Лаврова в кинодраме «Полюшко-поле».
Похоронен в Москве на Миусском кладбище

## Творчество

### Роли в театре
| Спектакль                 | Драматург                | Роль                 | Год  |
| ------------------------- | ------------------------ | -------------------- | ---- |
| «Любовь Ани Берёзко»      | В. И. Пистоленко         | Костя                | 1955 |
| «С любовью не шутят»      | П. Кальдерон де ла Барка | Дон Алонсо           | 1955 |
| «Бесприданница»           | А. Н. Островский         |                      |      |
| «Чайка»                   | А. П. Чехов              | учитель Медведенко   |      |
| «Наследники Робурдена»    |                          |                      |      |
| «Трёхгрошовая опера»      | Б. Брехт                 | Уличный певец        |      |
| «Маленький принц»         | Антуан Де Сент-Экзюпери  | Летчик               |      |
| «Продавец дождя»          | Р.Нэш                    | шериф Томас, зонгист |      |
| «Антигона»                | Ж. Ануй                  | стражник             |      |
| «Дни Турбиных»            | М. А. Булгаков           | Мышлаевский          |      |
| «Улица Шолом-Алейхема 40» | А. З. Ставицкий          | Котов                |      |
| «Прощание в июне»         | А. В. Вампилов           | милиционер           | 1968 |

- «Однажды в двадцатом» Н. Коржавина. Режиссёры: Б. А. Львов-Анохин и М. Ю. Резникович — Горгоев[1]

### Роли в кино
| Год  | Фильм                                   | Роль        |
| ---- | --------------------------------------- | ----------- |
| 1956 | Полюшко-поле                            |             |
| 1963 | Серебряный тренер                       |             |
| 1964 | Донская повесть                         |             |
| 1965 | Гадюка                                  |             |
| 1970 | Море в огне                             |             |
| 1970 | Освобождение. Фильм 4-й Битва за Берлин | Богданов    |
| 1974 | Каждый день жизни                       |             |
| 1974 | Наследники                              |             |
| 1975 | Продавец дождя (телеспектакль)          | шериф Томас |
| 1978 | Антонина Брагина                        |             |
| 1978 | Капитанская дочка (телеспектакль)       | Хлопуша     |
| 1979 | Сын чемпиона                            |             |

## Семья
- Супруга — Инна Веткина, сценарист, наиболее известна работой над фильмами «Приключения Буратино» и «Про Красную Шапочку». Дочь — Екатерина Ляхницкая (род. 1952, Москва), редактор, сценарист, Заслуженный работник культуры Российской Федерации[2].